# Maserati A6GCM

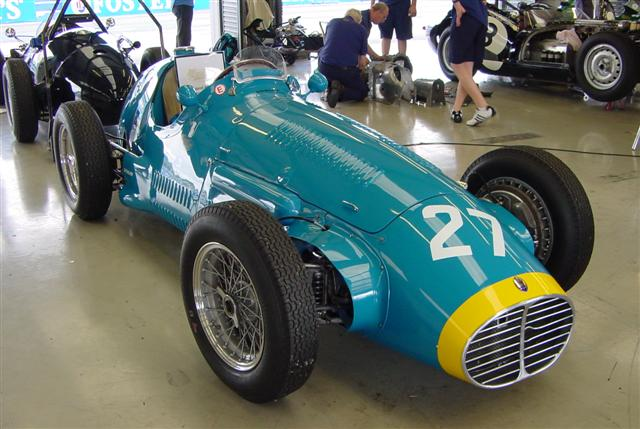
Maserati A6GCM in den Farben des thailändischen Prinzen Bira

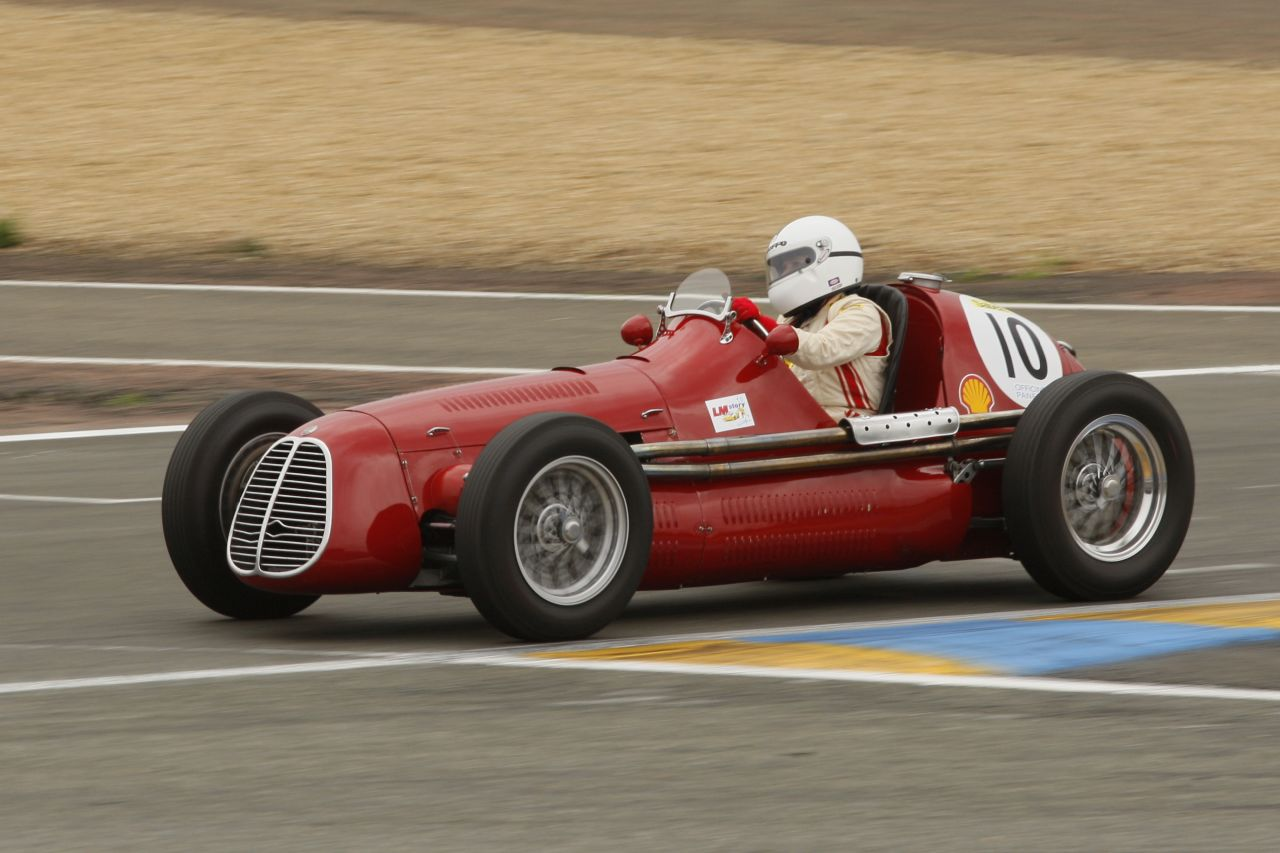
Maserati A6GCM

Der Maserati A6GCM war ein Formel-2-Rennwagen, gebaut und eingesetzt  von Maserati.
1952 kam in der Formel 1, der höchsten Monoposto-Klasse, ein neues Reglement zum Tragen: Die Rennen zur Fahrerweltmeisterschaft wurden mit Fahrzeugen der Rennformel 2 ausgefahren.
Maserati entschied sich daher zur Konstruktion einer Rennversion, des A6GCM. Die Basis war der A6GCS, der 1951 durch seine Vielseitigkeit brilliert hatte. Das „G“ in der Typenbezeichnung stand für die Verwendung von Gusseisen („gihsa“), obwohl die Motorblöcke aus Aluminiumguss bestanden.
Da die Motoren 1952 maximal 500 cm³ mit Kompressor oder 2000 cm³ ohne Kompressor haben durften, verzichtete Maserati auf Kompressoren. Dieser Verzicht machte die Verwendung von drei Weber-38DC03-Vergasern notwendig. Die Motoren bekamen zwei obenliegende Nockenwellen.
Das Fahrwerk wurde vom 4CL übernommen und der Radstand auf 2280 mm verkürzt. Das niedrige Leergewicht ging zum Teil auf die von Fantuzzi gebaute Karosserie zurück.
Alberto Massimino und Gioacchino Colombo, beide kamen von der Scuderia Ferrari bzw. Alfa Romeo zu Maserati, überarbeiteten den Wagen 1953. Colombo hatte dafür allerdings nicht viel Zeit zur Verfügung, da er Maserati im Frühjahr 1955 wieder verließ. Der Motor wurde grundlegend verbessert und leistete jetzt 25 PS mehr. Die Hinterachse wurde modifiziert und die vorderen Bremsen wurden verstärkt. Die Spurweite verringerte sich vorne auf 1225 mm und hinten auf 1160 mm.
Sportlich war der A6GCM dem Hauptgegner, dem Ferrari 500, allerdings klar unterlegen. Erstmals konnte José Froilán González, auch er kam von Ferrari zu Maserati, die Scuderia beim Großen Preis von Italien herausfordern. Am Ende musste sich der Argentinier nur Alberto Ascari geschlagen geben.
Die große Stunde für Maserati und den A6GCM schlug beim italienischen Grand Prix ein Jahr später. Die beiden Werks-Maserati von Juan Manuel Fangio und Onofre Marimón lieferten sich ein rennenlanges Windschattenduell mit den Werks-Ferrari von Ascari und Giuseppe Farina. In der letzten Kurve, der Parabolica, der letzten Runde drehte sich Ascari; Fangio und Farina wichen über das Gras aus, Marimón allerdings konnte nicht mehr ausweichen und prallte gegen Ascari. So feierte Fangio den ersten Sieg für Maserati in der Weltmeisterschaft.
Maserati verkaufte den A6GCM auch an Privatiers. So hatten Fahrer wie Prinz Bira, Gino Bianco, Felice Bonetto, Eitel Cantoni, Johnny Claes, Hermann Lang und Luigi Musso Erfolg mit dem wendigen Fahrzeug.

## Technische Daten
| A6GCM                  | Baujahr 1951, 1952 und 1953; eingesetzt 1951, 1952 und 1953                                                   |
| ---------------------- | --- |
| Motor:                 | 6-Zylinder-Reihenmotor, Kurbelgehäuse aus Leichtmetall                                                        |
| Bohrung × Hub:         | 72,6 × 80 mm (1951), 75 × 75 mm (1952), 76,2 × 72 mm (1953)                                                   |
| Hubraum:               | 1987 cm³ (1951), 1988 cm³ (1952), 1959 cm³ (1953)                                                             |
| Verdichtung:           | 12 : 1 |
| Leistung:              | 160 PS (118 kW) bei 6500/min (1951), 180 PS (132 kW) bei 7300/min (1952), 197 PS (145 kW) bei 8000/min (1953) |
| Max. Drehmoment:       | – |
| Motorsteuerung:        | zwei obenliegende Nockenwellen                                                                                |
| Vergaser:              | 3 × Weber 38DOC03                                                                                             |
| Treibstoff:            | Gemisch aus 85 % Methylalkohol, 10 % Aceton und 5 % reinem Benzol                                             |
| Tankinhalt:            | 160 Liter, ab 1953 200 Liter                                                                                  |
| Kühlung:               | Wasser, mit Zentrifugalpumpe und Kühler                                                                       |
| Getriebe:              | 4-Gang, 1 Rückwärtsgang, Mehrscheiben-Trockenkupplung                                                         |
| Fahrgestell:           | Stahlrohrrahmen                                                                                               |
| Aufhängung vorn:       | Einzelradaufhängung, Schraubenfedern                                                                          |
| Aufhängung hinten:     | Starrachse, Blattfedern                                                                                       |
| Stoßdämpfer:           | Houdaille-Hebelstoßdämpfer vorne und hinten                                                                   |
| Bremsen:               | Trommelbremsen vorne und hinten                                                                               |
| Radstand:              | 2280 mm, ab 1953 2310 mm                                                                                      |
| Spur:                  | 1278/1200 mm, ab 1953 1225/1160 mm                                                                            |
| Außenmaße:             | |
| Trockengewicht:        | 760 kg, ab 1953 570 kg                                                                                        |
| Höchstgeschwindigkeit: | 250–280 km/h                                                                                                  |